# Moda na década de 1920

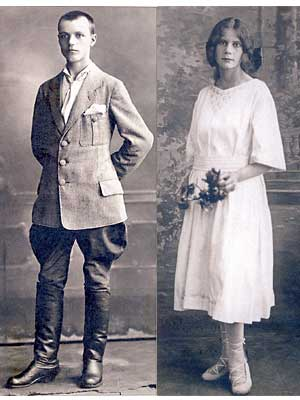
Moda feminina e masculina de 1924.

A moda na década de 1920 já estava livre dos espartilhos do século XIX, a silhueta se torna tubular. As saias já mostram mais as pernas e o colo. Na maquilhagem, a tendência era o batom. A boca era carmim, em forma de coração. A maquilhagem era fortes nos olhos, as sobrancelhas eram tiradas e o risco pintado a lápis. A tendência era ter a pele bem branca.
Foi a época de Hollywood em alta, e a maioria dos grandes estilistas da época, como Coco Chanel e Jean Patou, criaram roupas para grandes estrelas. Foi uma década de prosperidade e liberdade, animada pelo som das jazz-bands e pelo charme das melindrosas, as mulheres modernas da época, que frequentavam os salões e traduziam em seu comportamento e modo de vestir o espírito da também chamada Era do Jazz.
A silhueta dos anos 20 era tubular, os vestidos eram mais curtos, leves e elegantes, com braços e costas à mostra. O tecido predominante era a seda. Os novos modelos facilitavam os movimentos frenéticos exigidos pelo charleston - dança vigorosa, com movimentos para os lados a partir dos joelhos. As meias eram em tons de bege, sugerindo pernas nuas. O chapéu, até então acessório obrigatório, ficou restrito ao uso diurno. O modelo mais popular era o "cloche", enterrado até os olhos, que só podia ser usado com os cabelos curtíssimos, a la garçonn, como era chamado. A mulher sensual era aquela sem curvas, sem seios e com quadris pequenos. A atenção estava toda voltada aos tornozelos.
A sociedade dos anos 20, além da ópera ou do teatro, também frequentava os cinematógrafos, que exibiam os filmes de Hollywood e seus astros, como Rodolfo Valentino e Douglas Fairbanks. As mulheres copiavam as roupas e os trejeitos das atrizes famosas, como Gloria Swanson e Mary Pickford. A cantora e dançarina Josephine Baker também provocava alvoroço em suas apresentações, sempre em trajes ousados e sensuais.
Em 1927, Jacques Doucet (1853-1929), figurinista francês, subiu as saias ao ponto de mostrar as ligas rendadas das mulheres - um verdadeiro escândalo aos mais conservadores. Foi a época da estilista Coco Chanel, com seus cortes retos, capas, blazers, cardigãs, colares compridos, boinas e cabelos curtos. Durante toda a década Chanel lançou uma nova moda após a outra, sempre com muito sucesso.

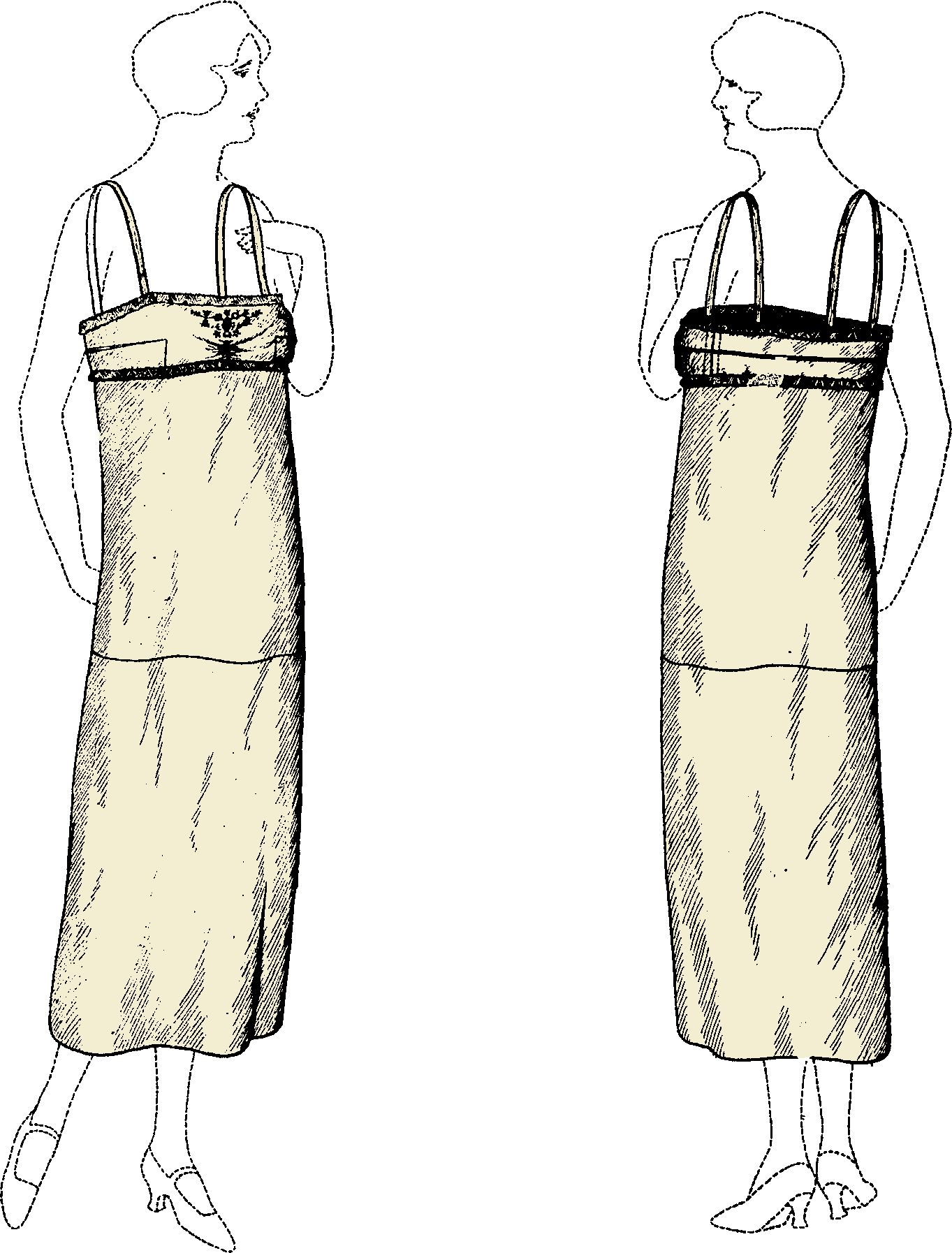
Moda de 1925

## Tipos de Cabelos
Os cortes que eram usados nessa época eram cortes estilo chanel curto. Na maioria com um penteado com ondas acompanhado de um acessório como chapéu.

## Figurinistas
- Jacques Doucet (1853-1929), um figurinista francês, em 1927, subiu as saias para mostrar as ligas rendadas.
- Coco Chanel criou a moda dos cortes retos, capas, blazers, cardigãs, colares compridos, boinas e cabelos curtos.
- Jean Patou, estilista francês teve o foco na criação de roupas esportivas. Inclusive para a tenista Suzanne Lenglen.
- Também revolucionou a moda da praia  a com seus maiôs.